# Glenea quatuordecimmaculata
Glenea quatuordecimmaculata es una especie de escarabajo del género Glenea, familia Cerambycidae. Fue descrita científicamente por Hope en 1831.
Habita en Bután, India y Nepal. Esta especie mide 12 mm.